# エロビキシバット
エロビキシバット（英: Elobixibat）は、世界で初めて発売された胆汁酸トランスポーター阻害剤であり、慢性便秘症に対する瀉下薬である。日本においては2018年（平成30年）4月18日、薬価収載された。日本では、薬剤を共同開発したエーザイ・EAファーマ・持田製薬から、商品名「グーフィス」が販売されている。商品名のグーフィスは、Good (優れた)とFeces (便）の組み合わせに由来している。

## 概要
1日1回経口投与の慢性便秘症治療薬で、胆汁酸トランスポーター阻害剤の作用機序を有する薬剤としては、世界最初の製品である。回腸末端部の上皮細胞に発現している胆汁酸の再吸収に関わるトランスポーター（IBAT：ileal bile acid transporter）を阻害することで、大腸に流入する胆汁酸の量を増加させ、水分分泌と大腸運動促進の2つの作用で自然な排便を促す効果がある。便秘薬には「便を柔らかくする作用」と「腸の動きを刺激する作用」の2つの薬に大別されるがエロビキシバットは両方の作用を有する。

## 用法用量
一日一回食前に投与する。

## 有効性
非盲検臨床第III相試験は52週間行われ、プラセボ群と比較し統計的に有意差が認められた。

### 研究デザイン
試験は日本人の慢性便秘症患者様341人を対象とし、エロビキシバット1日1回10mgを初期投与量として7日間経口投与し、それ以降は症状に応じて1日1回、5、10、15mgの範囲で適宜増減可能として52週間投与した。その結果、投与前と比較し投与期間中の自発排便回数、完全自発排便回数および便の硬さ等の便秘に関連する改善効果が投与第1週より認められ、52週まで良好に維持された。

## 副作用・併用注意
主な副作用は、腹痛（19.0%）、下痢（15.7%）など。ウルソデオキシコール酸などの胆汁酸製剤の再吸収を阻害し、胆汁酸製剤の作用を減弱するおそれがあることから併用注意となっている。